# Újvári Ferenc
Újvári Ferenc (Szucság, 1922. március 24. — Kolozsvár, 2010. november 18.)  erdélyi magyar ügyvéd, kisebbségpolitikai író, újságíró.

## Életútja, munkássága
Középiskolai tanulmányait a kolozsvári Református Kollégiumban végezte. Az I. Ferenc József Tudományegyetem Jogi Karán szerzett diplomát; 1944-ben avatták doktorrá. 1944–45-ben a Kolozsvári Magyar Diákszövetség elnöke volt. 1946–87 között mint gyakorló ügyvéd működött Kolozsváron. Az 1990-ben alakult Romániai Magyar Kereszténydemokrata Párt alapító tagja és két éven át országos elnöke.
Első írása 1943-ban jelent meg az Ifjú Erdélyben. 1989 után írásait közölte a Szabadság, Népújság, Üzenet, Új Magyarország, Dél-Kelet, Nemzeti Újság, Havi Magyar Fórum. Fontosabb cikkei:
- Erdélyi magyar kezdeményezés (Magyar Nemzet 1983. március 18.);
- Tőkés László védelmében (Magyar Nemzet, 1989. október 4.);
- Magyar jogászsors Erdélyben (Kritika, 1990/8);
- Nem vállalható a kisebbségi sors (Erdélyi Magyarság, 1991/11);
- Időszerű-e Kós Károly? (Havi Magyar Fórum, 1993/1);
- Az utódállamok magyarságának megmaradásáért magyar állampolgárságot minden magyarnak (Nemzeti Újság, 1993. augusztus).